# Umar Patek

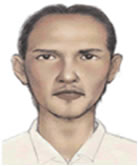
Umar Patek

Umar Patek (* 1967 oder 1970 auf Bali als Hisyam Bin Alizein) ist ein indonesischer Terrorist arabischer Herkunft. Er war Mitglied von Jemaah Islamiyah und wurde 2012 wegen Beihilfe zu den Bombenanschlägen zu Weihnachten 2000 und dem Anschlag von Bali 2002 verurteilt.
Patek wurde von Indonesien, den Vereinigten Staaten und Australien gesucht. Auf Hinweise, die zur Festnahme Pateks führten, war eine Belohnung von einer Million US-Dollar ausgesetzt. 
Am 25. Januar 2011 wurde er in Abbottabad in Pakistan festgenommen, wo später auch Al-Qaida-Chef Osama bin Laden aufgespürt und getötet wurde. Am 11. August lieferten ihn die pakistanischen Behörden an Indonesien aus.
Am 21. Juni 2012 verurteilte ihn ein Gericht zu 20 Jahren Haft wegen Beihilfe zu den Anschlägen. Patek hatte nach Überzeugung des Gerichts die Bomben für die Anschläge zusammengebaut. Er sagte, er habe nicht gewusst, für welche Einsätze sie vorgesehen waren. Weil der Angeklagte im Verlauf des Prozesses Reue gezeigt hatte, wurde auf die Forderung der Todesstrafe verzichtet.
Nachdem er die Hälfte seiner Haftstrafe verbüßt hatte, wurde er am 7. Dezember 2022 auf Bewährung freigelassen. Die Freilassung Pateks wurde in Australien, dem Land, das bei den Anschlägen von Bali die meisten Opfer zu beklagen hatte, massiv kritisiert.